# Stilpnus gagates
Stilpnus gagates är en stekelart som först beskrevs av Johann Ludwig Christian Gravenhorst 1807.  Stilpnus gagates ingår i släktet Stilpnus och familjen brokparasitsteklar. Arten är reproducerande i Sverige. Inga underarter finns listade i Catalogue of Life.